# Horst Vetter
Horst Vetter (* 28. August 1927 in Berlin; † 27. August 2022) war ein deutscher Kaufmann und Politiker (FDP). Er war von 1971 bis zu seiner Mandatsniederlegung 1983 Mitglied des Abgeordnetenhauses von Berlin – 1975 bis 1983 Vorsitzender der FDP-Fraktion im Berliner Abgeordnetenhaus und anschließend bis 1986 Senator für Stadtentwicklung und Umweltschutz West-Berlins.

## Leben und Beruf
Horst Vetter beendete in Berlin die Schule mit der Mittleren Reife, wurde nach Arbeits- und Wehrdienst 1945/1946 kaufmännischer Volontär und machte eine kaufmännische Lehre. Ab 1947 war er als Handelsvertreter tätig. 1951 wurde er Mitinhaber der Großhandlung Vetter & Huffert. 1956 gründete er das Unternehmen Horst Vetter Großhandel, 1966 den Horst Vetter, Berliner Glückwunschkarten-Vertrieb, ebenfalls eine Großhandlung, deren alleiniger Inhaber er ab 1970 war. 1969 ergänzte er den Großhandel durch das Einzelhandelsunternehmen Horst Vetter Papier- und Bürobedarf, das verschiedene Läden in Berlin betrieb.
Vetter war verheiratet und hatte drei Kinder. Der jüngste Sohn, Andreas Vetter, war bis 2016 Bezirksvorsitzender der FDP in Berlin-Reinickendorf und war dort bis 2011 Bezirksverordneter. Horst Vetter starb im August 2022 am Vortag seines 95. Geburtstags.

## Politik

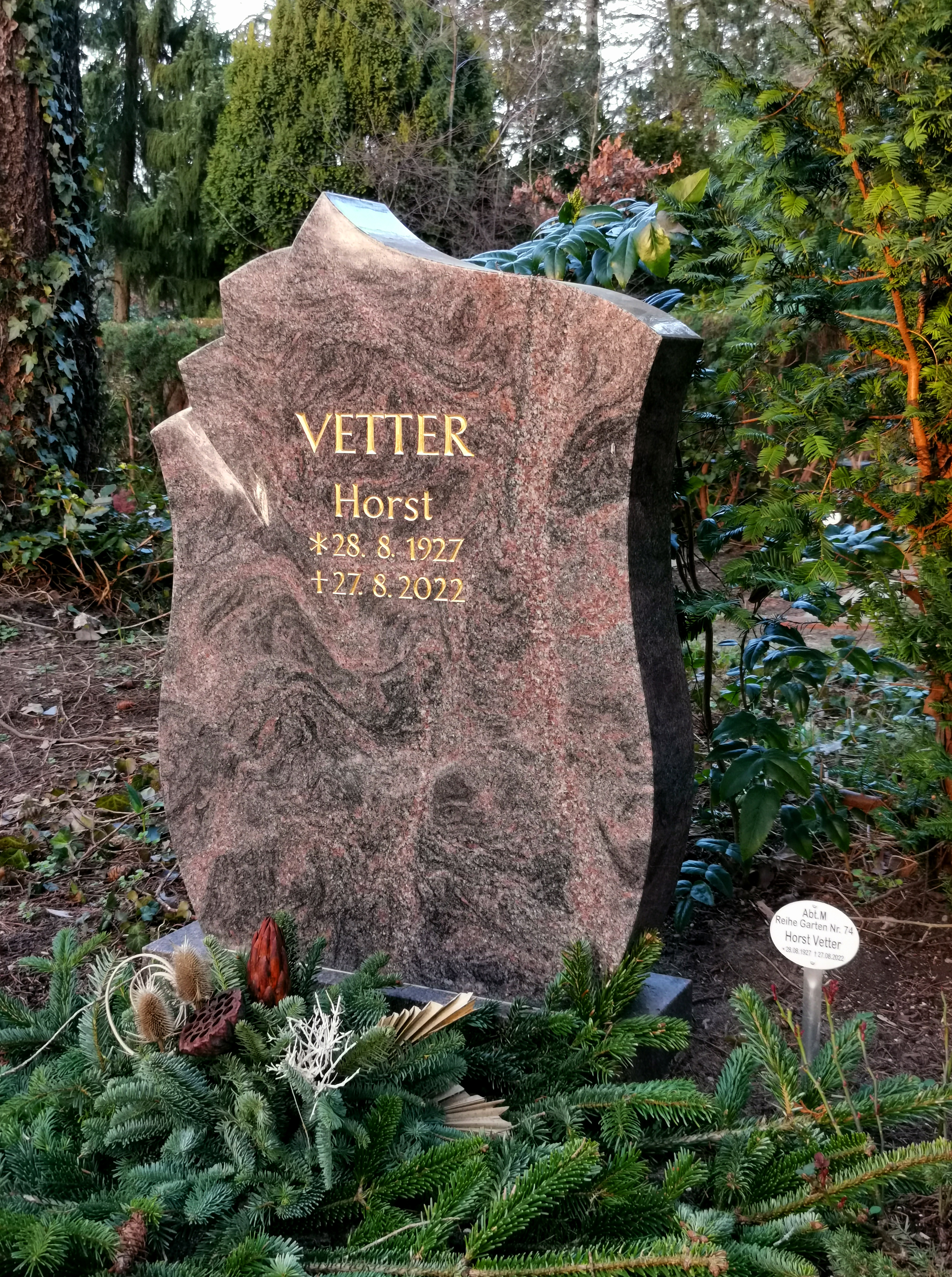
Grabstelle auf dem Martin-Luther-Friedhof in Berlin-Tegel

Im Jahr 1961 trat Vetter in die FDP ein und war von 1965 bis 1979 Vorsitzender des Bezirksverbands Berlin-Reinickendorf; von 1965 bis 1971 war er Bezirksverordneter von Reinickendorf. Von 1973 bis 1975 übernahm er das Amt des stellvertretenden FDP-Landesvorsitzenden Berlins. In den Jahren 1987/1988 gehörte er erneut dem Landesvorstand an. Bis zu seinem Tod war er stellvertretender Beisitzer des FDP-Landesschiedsgerichts.
1971 wurde er auf der Reinickendorfer Bezirksliste in das Abgeordnetenhaus von Berlin gewählt und übernahm 1975 den FDP-Fraktionsvorsitz von Hermann Oxfort, der zum Justizsenator gewählt worden war. 1981 war er treibende Kraft bei der Aufarbeitung der Garski-Affäre. Im Juni 1981 ermöglichten er und drei andere FDP-Parlamentarier der CDU, die Berliner Landesregierung zu bilden. Gegen einen Beschluss des FDP-Landesparteitags tolerierten Vetter sowie die Abgeordneten Walter Rasch, Jürgen Dittberner und Edgar Swinne in einer parlamentarischen Patt-Situation den Senat Richard von Weizsäckers. Nach ihrer Auffassung benötigte Berlin eine handlungsfähige Regierung. Obgleich sie darin vom FDP-Vorsitzenden Hans-Dietrich Genscher bestärkt wurden, leitete der FDP-Landesvorstand ein Parteiordnungsverfahren ein. Vetter antwortete mit einer Werbeaktion, in der er die Bürger aufrief, in die FDP einzutreten, um die Mehrheitsverhältnisse in der Partei zu verändern. Am 12. März 1983 beschloss der Berliner FDP-Landesparteitag, eine Koalition mit der CDU einzugehen.
Am 17. März 1983 wurde Vetter in Berlin zum Senator für Stadtentwicklung und Umweltschutz im Senat Weizsäcker gewählt. Er behielt das Amt auch in den folgenden Senaten – Senat Diepgen I und Senat Diepgen II. Im April 1986 musste er zurücktreten, nachdem öffentlich geworden war, dass er von dem Berliner Baufinanzier Kurt Franke eine Parteispende über 10.000 DM in bar angenommen hatte. Wie das Landgericht Berlin später feststellte, hatte er sich damit nicht strafbar gemacht. Weil er als Zeuge bei der Staatsanwaltschaft jedoch unwahre Angaben über die Höhe der Spende gemacht hatte, wurde er 1988 zu einer Freiheitsstrafe von elf Monaten auf Bewährung verurteilt.
Vetter wurde auf dem Martin-Luther-Friedhof, Barnabasstraße 5–19 in Berlin-Tegel beigesetzt (Grablage: Abt. M Garten Nr. 74).